# Дуранте, Антоний Леонардович
Антоний (Антон, Антонин) Леонардович Дуранте (Antonio Durante) (1818—1899) — феодосийский купец, городской голова в 1860—1863 годах.

## Биография
Принадлежал к одной из старейших и влиятельнейших феодосийских купеческих фамилий. Она была основана генуэзцем Фердинандом Дуранте в начале XIX века. Представители семьи неоднократно избирались на должность городского головы и занимали другие ответственные посты в городском самоуправлении. За заслуги семьи в 1860 годах XIX века присвоено звание Потомственных почётных граждан, одна из улиц города была названа Дурантевской (ныне — Богаевского). Владели домами на Католической, Итальянской (ныне — Горького), Виноградовской и Генуэзской улицах, а так же 15 000 десятин земли на Керченском полуострове. Основное занятие — вывозная торговля хлебом. Память о них сохранилась в топонимах. Известна Дурантовская балка под Феодосией, где находилось имение Дуранте. Несуществующее ныне село Причальное до 1948 года именовалось Дуранте-пристань.
Антоний (Антон) Дуранте сын Леонарда Фердинандовича и внук основателя династии Фердинанда Дуранте. По вероисповеданию — католик. 18 ноября 1838 А. Л. Дуранте женился в Цюрихтале на Иде Паулине Килиус (1814). В 1855 году во время Крымской войны генерал-майор Я. Б. Вагнер создал в Феодосии Особый комитет для оказания помощи войскам, раненным и больным за счёт добровольных пожертвований. В этот комитет вошёл и феодосийский купец Антоний Дуранте, о полезной деятельности которого было сообщено генерал-губернатору Н. В. Адлербергу. За свои труды Антоний Дуранте был представлен к медали «За усердие», которая была ему вручена в 1859 году. С 1860 по 1863 год А. Л. Дуранте исполнял обязанности городского головы Феодосии.
В 1860 году был выбран от купечества в состав Попечительского совета Феодосийского уездного училища.
В 1873 году Антоний владел имением при деревне Терекли́-Шейх-Эли́ Симферопольского уезда. В 1877 году Антоний приобрёл имение в 2025 десятин земли, принадлежащей ранее 30-ти поселянам-собственникам при деревнях Джепар-Берды, Коп Кипчек и Карсан Феодосийского уезда.

## Семья
- Анна Антониновна
- Леонард Антонинович Дуранте, в 1895 году также городской голова Феодосии.
- Густав Антонинович Дуранте — член Городского управления (1873). Купец 1 гильдии.
- Эмилия Антониновна
- Карл Антонинович Дуранте — статский советник, землевладелец.
- Софья Антониновна
- Мария Антониновна
- Христиана Антониновна